# 諏訪神社 (横浜市港北区綱島東)
諏訪神社（すわじんじゃ）は、神奈川県横浜市港北区綱島東二丁目に所在する神社。地名を冠して綱島諏訪神社（つなしますわじんじゃ）とも。
南北綱島の総鎮守となっており、現在は近隣の師岡熊野神社の兼務社となっている。

## 概要
綱島駅から綱島街道を挟んで東側に位置する小高い独立丘の上に位置する。
創建は境内由緒によると1605年慶長10年。近藤正次を頭とする綱島十八騎が諏訪明神を信濃から勧進したと言う。
毎年8月末に例大祭が行われ、綱島各町内会の神輿が集い盛り上がりを見せる。

## 祭神
- 建御名方命

## 氏子地域
- 綱島東一～六丁目
- 綱島西一～六丁目
- 綱島台
- 綱島上町